# Granola (pomme de terre)
Pour les articles homonymes, voir Granola (homonymie).
La 'Granola' est une variété cultivée de pommes de terre de consommation, d'origine allemande.
Cette variété a été créée en 1975 par SaKa Pflanzenzucht GmbH, société appartenant au groupe Solana, spécialisée dans l'obtention de nouvelles variétés de pommes de terre et dans la distribution de semences.
Elle a été de 1982 à 1994 l'une des variétés de pomme de terre les plus cultivées en Allemagne.
C'est également la première variété de pommes de terre de consommation cultivée en Indonésie où elle occupe de 80 à 85 % de la sole cultivée en pommes de terre depuis les années 1980.
C'est également la pomme de terre de consommation la plus répandue et la plus appréciée aux Philippines, notamment à Mindanao.
La variété 'Granola' est aussi populaire dans certains pays d'Amérique latine (République dominicaine, Nicaragua et Panama) et d'Asie du Sud (Bangladesh et Sri-Lanka). 
C'est une pomme de terre de consommation, polyvalente, classée dans le groupe B des types culinaires de pommes de terre, c'est-à-dire moyennement riche en fécule et propre à des utilisations variées en cuisine.
Elle a été classée « pomme de terre de l'année » (Kartoffel des Jahres) en Allemagne en 2014.

## Caractéristiques agronomiques
La variété 'Granola' est une plante de taille moyenne à haute, à port semi-dressé, à maturité mi-précoce, au rendement moyen à élevé.
Les feuilles sont grandes, de couleur verte à vert-clair. La floraison, aux fleurs violettes, est abondante.
Les tubercules, de forme ronde à ovale, de taille moyenne, ont une peau jaune clair, rugueuse, aux yeux superficiels.
La chair est également jaune clair.
Les germes, ovoïdes, ont une forte coloration anthocyanique.
C'est une pomme de terre qui offre de bonnes caractéristiques de résistance aux maladies et ravageurs. Elle a notamment une bonne ou assez bonne résistance à diverses maladies virales :   virus A, virus Yn, virus X et virus de l'enroulement.
Concernant les maladies fongiques et bactériennes, elle a une résistance élevée à la pourriture sèche fusarienne ainsi qu'à la flétrissure bactérienne, mais une résistance moyenne à faible au mildiou du feuillage et du tubercule. Elle est en revanche sensible à la gale commune.
Elle est d'autre part résistante aux nématodes à kystes (Globodera rostochiensis, pathotypes Ro1-Ro4),.
Elle offre aussi une résistance moyenne au noircissement interne.